# Мілтон (Канзас)
Мілтон (англ. Milton) — переписна місцевість (CDP) в США, в окрузі Самнер штату Канзас. Населення — 155 осіб (2010).

## Географія
Мілтон розташований за координатами 37°26′36″ пн. ш. 97°46′10″ зх. д. / 37.44333° пн. ш. 97.76944° зх. д. (37.443211, -97.769393).  За даними Бюро перепису населення США в 2010 році переписна місцевість мала площу 11,50 км², уся площа — суходіл.

## Демографія
Згідно з переписом 2010 року, у переписній місцевості мешкало 155 осіб у 62 домогосподарствах у складі 47 родин. Густота населення становила 13 особи/км².  Було 73 помешкання (6/км²).
Расовий склад населення:
| - 97,4 % — білих - 0,6 % — корінних американців |

До двох чи більше рас належало 1,9 %. Частка іспаномовних становила 0,6 % від усіх жителів.
За віковим діапазоном населення розподілялося таким чином: 27,1 % — особи молодші 18 років, 60,0 % — особи у віці 18—64 років, 12,9 % — особи у віці 65 років та старші. Медіана віку мешканця становила 40,5 року. На 100 осіб жіночої статі у переписній місцевості припадало 96,2 чоловіків;  на 100 жінок у віці від 18 років та старших — 105,5 чоловіків також старших 18 років.
Цивільне працевлаштоване населення становило 31 осіб. Основні галузі зайнятості: сільське господарство, лісництво, риболовля — 51,6 %, освіта, охорона здоров'я та соціальна допомога — 48,4 %.